# 圣母往见朝圣地 (维尔茨堡)

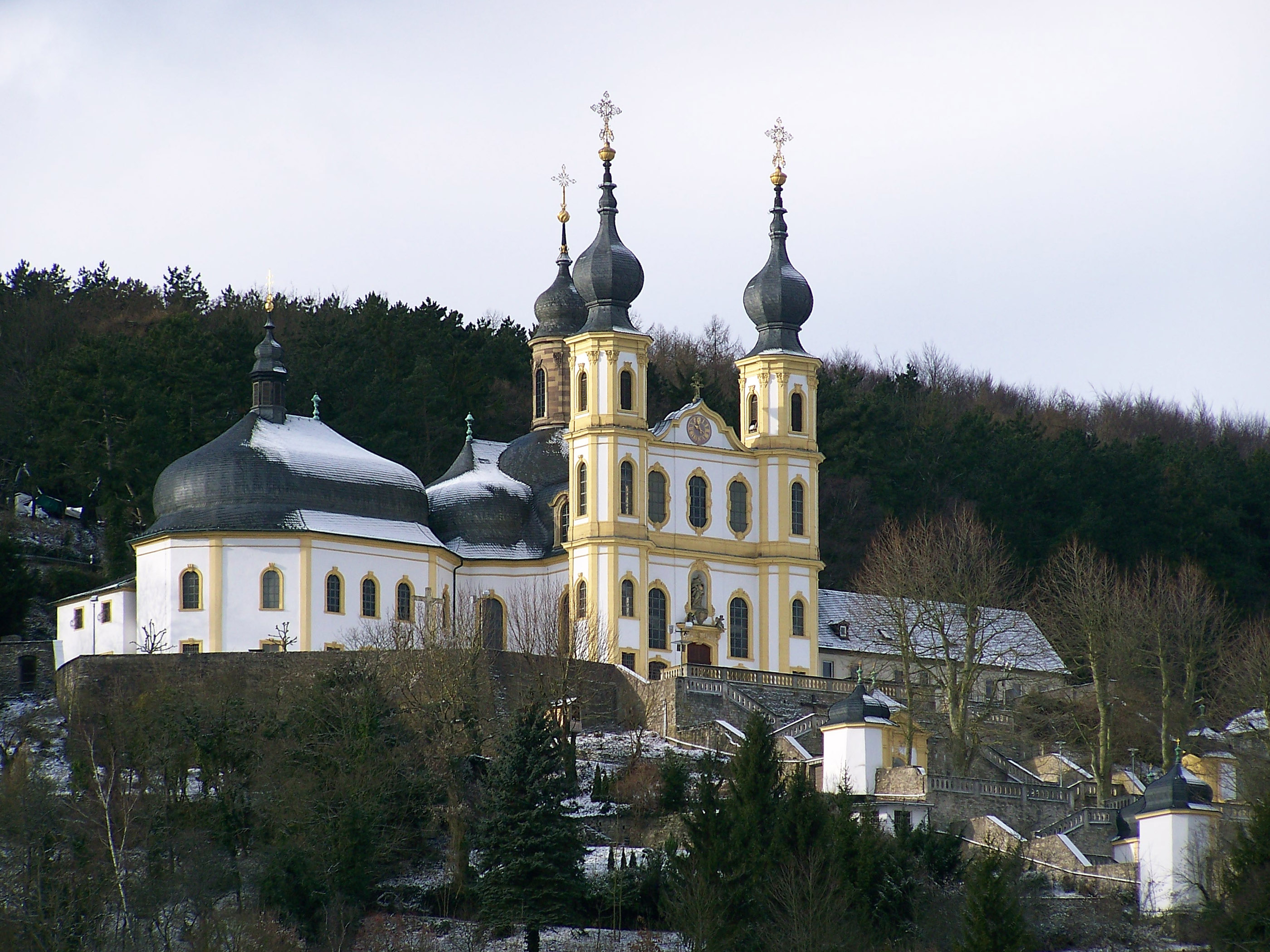
从路德维希桥看朝圣地

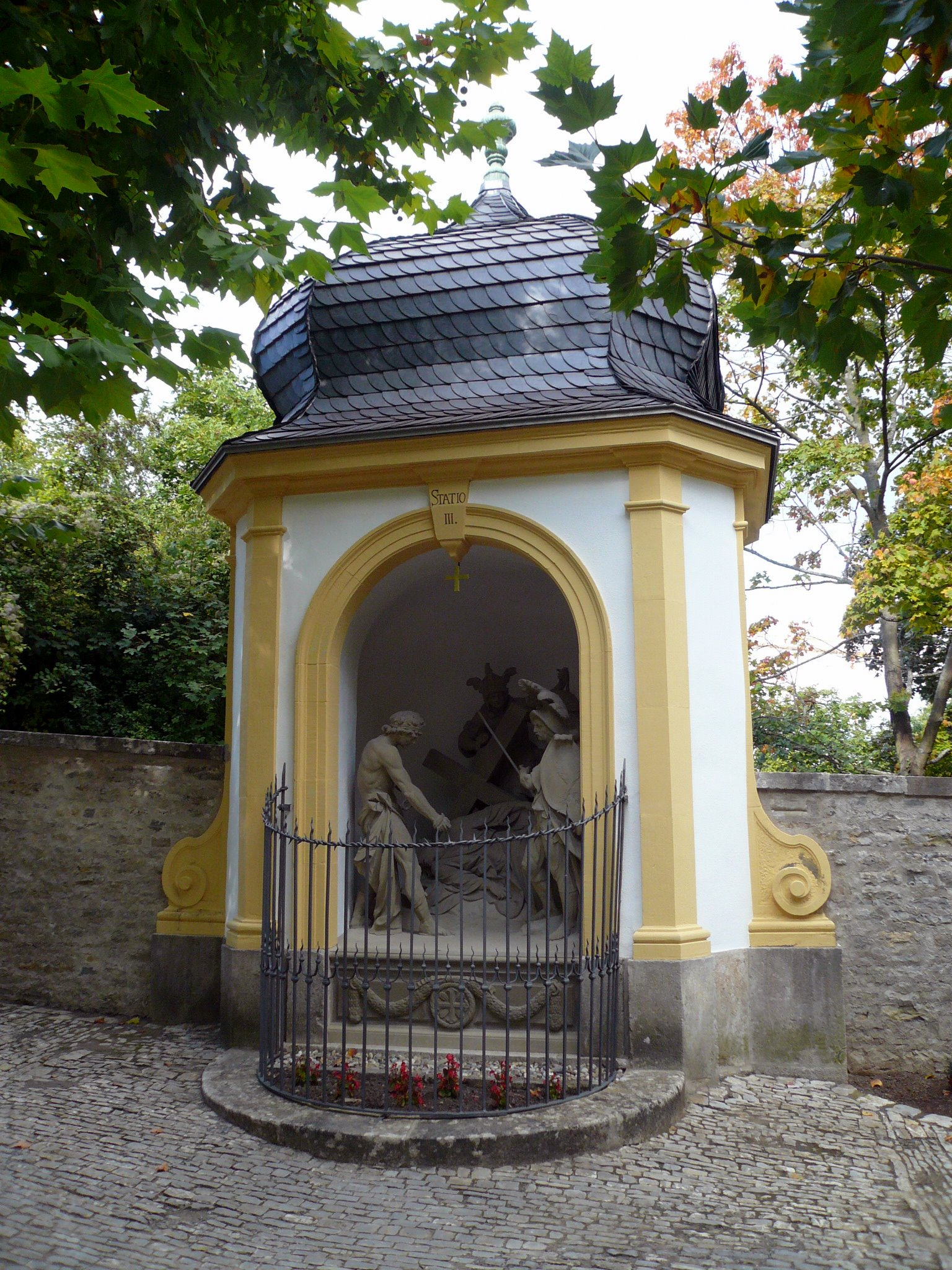
十字苦路

圣母往见朝圣地（德語：Wallfahrtskirche Mariä Heimsuchung），当地俗称为“小堂”（德語：Käppele），是维尔茨堡的罗马天主教朝圣地，建于1748年至1750年，由約翰·巴塔薩·紐曼设计，取代从前的小型木教堂。后者可追溯到1640年，三十年战争期间，一个渔民在葡萄园里设立的聖像，描绘的是死去的耶稣躺在痛苦的母亲的膝盖上。 
该朝圣地是1945年3月维尔茨堡大轰炸期间无重大损失的少数教堂之一。
通往朝圣地有256级台阶，1761年到1799年建成德国规模最大的十字苦路，被认为是晚期巴洛克风格的宝藏。2002至2007年花费了4.4亿欧元进行维修。 